# 시칠리아의 암소
《시칠리아의 암소》(부제:한줌의 부도덕)는 진중권이 쓴 책이다. 2000년 다우출판사에서 펴냈다.
진중권이 여러 곳에 기고 및 연재했던 사회비판 글의 모음집이다. 오늘날 대한민국의 정치, 문화, 이데올로기, 통일, 법, 자연, 사회적 성, 언론, 권력, 돈, 경제, 디지털, 포스트모더니즘등 사회의 다양한 면을 주제로 다룬다.